# Ružići (Sveta Nedelja)
Ružići is een plaats in de gemeente Sveta Nedelja in de Kroatische provincie Istrië. De plaats telt 102 inwoners (2001).